# Solanum tanysepalum
Solanum tanysepalum är en potatisväxtart som beskrevs av Sandra Diane Knapp. Solanum tanysepalum ingår i släktet skattor som ingår i familjen potatisväxter. Inga underarter finns listade i Catalogue of Life.